# ولودیمیر لوکاشف
ولودیمیر لوکاشف (انگلیسی: Volodymyr Lukashev؛ زادهٔ ۷ مهٔ ۱۹۳۶) کارگردان نمایش اهل اوکراین است.